# Релігія в Алжирі
Релігії в Алжирі (2013)
Домінуюча релігія в Алжирі — іслам: його сповідують 99 % населення. Найбільша кількість населення сповідують іслам суннітської течії. Також є близько 100 000 християн, більшість із яких — п'ятдесятницькі протестанти; близько 2000 євреїв живе при посольстві США.

## Іслам

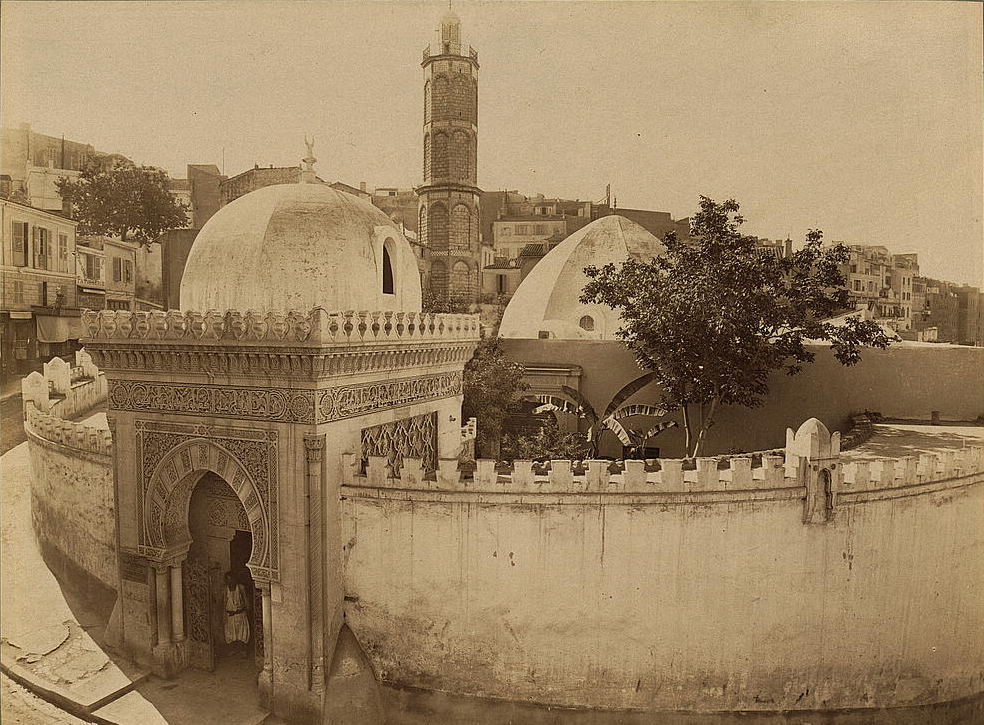
Мечеть паша в Орані

Іслам, релігія більшості населення Алжиру, вирішує багато аспектів життя. Він визначає соціум, з його соціальною та культурною ідентифікацією та надає багатьом людей їх основні етнічні упередження.
Починаючи з середини XX століття Алжирської війни, також званої як Алжирська революція, режими прагнули розвити Арабську Ісламську Соціалістичну. Хоча й режим Хуарі Бумедьєна набагато більше, ніж його попередник, прагнув посилити ісламську самосвідомість та усунути вплив Заходу, права не-мусульман все ще дотримуються. Уряд Шадлі Бенджедіда дотримується аналогічної політики.

### Рання історія
Протягом VII століття мусульманські завойовними досягнули Північної Африки, і починаючи з VIII століття розпочали навертати берберів в іслам. Сунітський іслам — найбільшу з двох гілок віри — практикує величезна більшість алжирських мусульман поряд з ібадитською меншістю. Існує також значна присутність шиїтів.
До арабського вторгнення більшість берберів сповідували традиційну берберську міфологію. Деякі прийняли Юдаїзм, жителі прибережних рівнин прийняли римське християнство. Хвиля арабських вторгнень e Магриб в другій половині VII та на початку VIII століття принесли іслам в ці землі.
Одна домінантних характеристик ісламу в Північній Африці — культ святої людини, або марабутизм. Марабути вірили, що вони були наділені баракою — особливою божественною благодаттю, що надавало можливість творити їм дива. Марабутів признали як справедливих і духовних людей, і вони часто мали багато послідовників. Мусульмани вірили, що барака може бути наслідуваною, або, що марабут може наділити нею свого послідовника.
Таріка — що означає «шлях» чи «братерство» — було іншою особливістю ісламу в Магрибі починаючи з Середніх віків. Кожне братерство описувало свій шлях до спасіння, мало свої ритуали, символи, знаки та таємниці. Братства були поширені в сільських і гірських районах Алжиру та інших частинах Північної Африки. Їх лідерами найчастіше були марабути або шейхи. Найбільш ортодоксальні суннітські мусульмани домінували в урбанізованих районах, де вивчалися улеми — люди, що вирішували правові питання до мусульманської общини.

### Іслам та Алжирська держава
Євреї та християни, чию релігію Він (Аллах в Корані) розпізнав, як попередників ісламу, були прозвані як «люди книги», бо в їхньому Священному Писанні було дозволено продовжувати свої общини та релігійне життя доти, доки вони визнавали ісламський авторитет, платили податки, не займалися прозелітизмом та ніяк не пересікалися з практикою ісламу.
Скоро після прибуття в Алжир, французький колоніальний режим взявся за підривання традиційної мусульманської алжирської культури. Французькі ідеї сильно відрізнялися під звичного ісламського способу життя. Через це іслам став сильним елементом спротиву французькому завоюванню.
Після здобуття незалежності алжирський уряд встановив жорстокий контроль над релігійною діяльністю в країні в цілях національної єдності та політичної стабільності. У новій конституції іслам визначено як державною релігією та релігією лідерів. Немає жодних законів, які хоч якось суперечили б ісламським догмам, чи підривали б ісламську єдність та принципи. Країна монополізувала будівництво мечетей; Міністерство Релігійних Питань контролювало та утримувало близько 5000 публічних мечетей з середини 1980-х років. Імами навчалися, їм виплачувалася державна зарплата. Міністерство також вирішувало релігійні питання, хабус, запроваджувала релігійне навчання в школі та створювало спеціальні установи для вивчення ісламу.
Однак, такі заходи визнавалися не всіма. Ще в 1964 році виник ісламський рух, названий Аль-Кіям, який став попередником Ісламського фронту порятунку в 1990-х роках. Аль-Кіям закликав до більшої домінантності ролі ісламу в алжирській правовій та політичній системі та протистояв західним практикам в соціальному та культурному житті алжирців.
Хоча агресивний ісламізм було придушено, він появився знову в 1970-х роках під іншим ім'ям та новою організацією. Рух почав поширюватись по університетських містечках, де підтримувався державою як противага лівим студентським рухам. У 1980-х роках рух став агресивнішим, і в листопаді 1982 року в Університеті Алжиру, що в столиці відбулись криваві зіткнення.
Зростання ісламізму справило велике враження на алжирське суспільство. Жінки почали носити вуаль — деякі через свої консервативні релігійні погляди, інші тому, що вуаль допомагає не бути їм переслідуваними на вулицях, у кампусах чи на роботі. Ісламісти також запобігають введенню більш ліберального сімейного кодексу, незважаючи на тиск з боку феміністських груп та асоціацій.

## Релігійні меншості

### Християнство

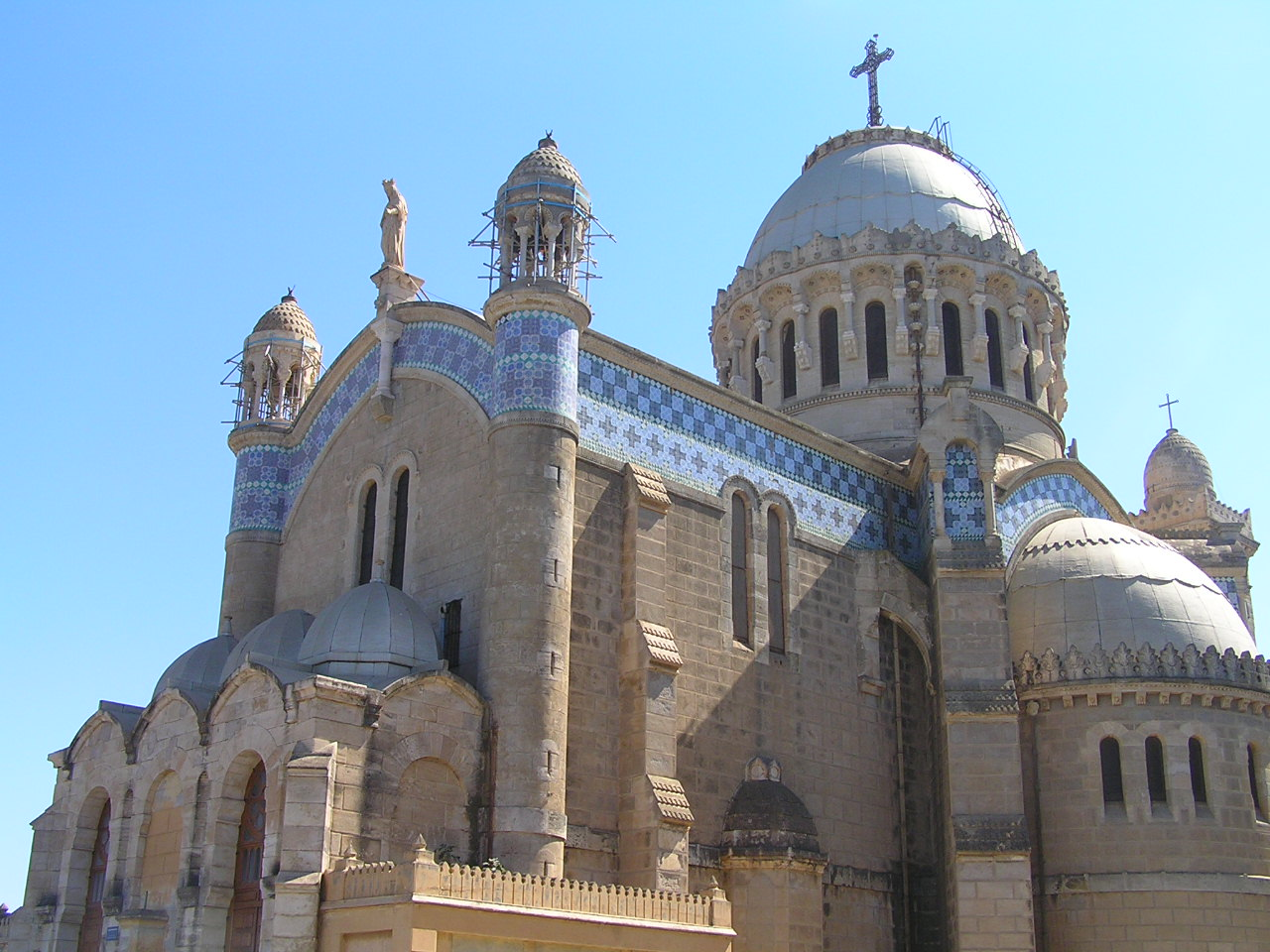
Собор Африканської Богоматері — це римо-католицька церква, що є базилікою

Християнство прийшло в Північну Африку ще в римську епоху. Його вплив зменшився під час хаотичних вторгнень вандалів, але відновився з приходом візантійської епохи, та лише до вторгнення арабів в VII столітті. Також спостерігається незначне зростання п'ятидесятників та євангелістів.

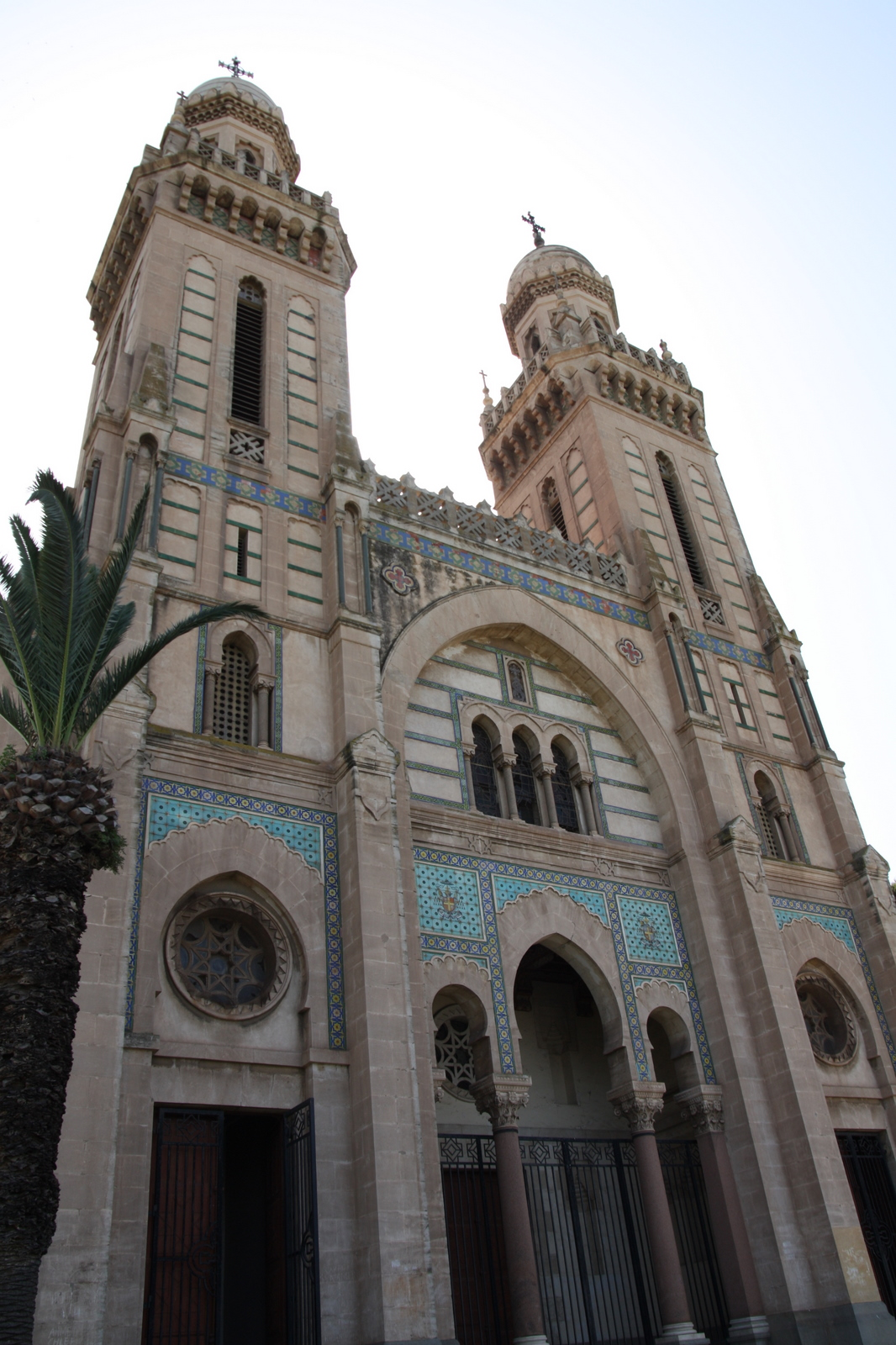
Базиліка Св. Августина в Аннабі

Римо-католицька церква повернулася на ці землі з приходом французьких завойовників. Прозелітизація (навернення) мусульман спочатку була строго заборонена; потім — рішуче відмінилася, але з кількома змінами. Кілька римо-католицьких місій були, що діяли в Алжирі були пов'язані з гуманітарною та благодійними роботами, будівництвом шкіл, магазинів, лазаретів та навчання нового персоналу для них. Після своєї місії деякі місіонери залишилися в країні, працюючи серед бідних шарів населення. З початку 1980-х років римо-католицька популяція налічувала близько 45 000 осіб, більшість із яких були іноземці або алжирці, одружені з французами чи італійцями. На додачу, присутня також протестантська община. Влада прийняла політику не зацікавленості в релігійній належності, аби не спричиняти релігійної напруженості, тому число християн на початку 1990-х років не відоме.
За оцінками 2015 року, у країні проживає близько 380 000 людей, що практикують християнство, і більшість із них підписались на якусь форму євангельського християнства.

### Бахаїзм
Віра Бахаї в Алжирі датується з 1952 року. Хоча Віра домоглася певного зростання організацій та числа навернених протягом 1967 року, але після здобуття незалежності країна, прийняла ісламську практику і відмовилася від всіх інших як від колоніальних впливів, тому релігія була практично заборонена в 1968 році, однак зовсім недавно (у 2005 та 2010 рр.) Організація архівів релігійних даних та WolframAlpha оцінювала кількість бахаїстів від 3,3 до 3,8 тис. осіб.

### Юдаїзм
Община євреїв Алжиру є дуже давньою. Деякі її члени мігрували з Палестини ще в римську епоху. Більшість з них — потомки втікачів від іспанського переслідування на початку XV століття. До Алжирської війни їхня кількість коливалася близько 140 000 осіб, але після незалежності в 1962 році та пізніше вони всі покинули країну. У 1870 році постанова Крем'є, що націлювалася на асиміляцію алжирців французами, надала євреям повне французьке громадянство, тому більшість із них просто мігрували у Францію. Невелика популяція євреїв, що залишилась стабільно налічує близько 1000 людей. Під час арабо-ізраїльської війни з 1967 по 1973 рік група молодиків на початку 1977 року зруйнувала єдину синагогу в Алжирі, що залишилася.